# Ли Санг-Хва
Ли Санг-Хва (Сеул, 25. фебруар 1989) је јужнокорејска брза клизачица. 
На Олимпијским играма 2006. са шеснаест година заузела је пето место на 500м и деветнаесто на 1000м. У Ванкуверу 2010. освојила је злато на 500 м и двадесет треће место на 1000м. У Сочију 2010. одбранила је злато на 500м, а на 1000м била је дванаеста. У Пјонгчангу 2018. дошла је до сребрна на 500м.
На Светском првенству злато је освојила на 500м 2012, 2013. и 2016, сребро 2011. и 2017, а сребро 2005. и 2009. 
На Светском првенству у спринту злато је освојила 2010, а бронзу 2013.